# Boca do Inferno (crónicas)
Boca do Inferno é uma coletânea de peças humorísticas do português Ricardo Araújo Pereira.
Das crónicas que pervertem os assuntos mais banais às que colocam na berlinda políticos de ponta, o traço comum é uma ironia certeira, um olhar sempre inesperado, que nos surpreende de cada vez que julgamos nada mais haver para inventar.
No «Posfácio Relativamente Interessantíssimo», de Manuel Rosado Baptista, pode ler-se:
«Falar deste conjunto de crónicas de Ricardo de Araújo Pereira é, acima de tudo, perder tempo.»
O livro foi editado pela "Tinta da China" (Lisboa) em (2007).
É um conjunto de muitas e variadas crónicas escritas pelo autor ao longo de um ano na Visão, todas elas tinham fortes princípios e uma opinião critica o que levou ao autor a publicar o livro intitulado de "Boca do Inferno".